# Jean de Mille
Jean de Mille ou Jean Milles de Souvigny [Johannes Millæus] est un magistrat et jurisconsulte français, né vers 1490, peut-être à Souvigny (duché de Bourbon) ou dans ses parages, et mort en 1563.

## Biographie
Jean de Mille appartient à la famille (de) Mille(s), famille de magistrats de Souvigny, où elle possède, aux XVe et XVIe siècles, la terre et le château d'Embourg, au nord-ouest de la ville.
Jean de Mille est d'abord avocat à Toulouse. Il est ensuite bailli de la justice seigneuriale du prieuré Saint-Pierre-et-Saint-Paul de Souvigny. Sa carrière le mène à Moulins, où il est prévôt de la ville, puis lieutenant général de la sénéchaussée de Bourbonnais. Il devient enfin officier de la prévôté de Paris.
Nommé premier lieutenant du Réformateur général des Eaux et Forêts, il a pour fonction de poursuivre tous ceux qui portent préjudice aux intérêts du domaine forestier royal.

## Œuvres

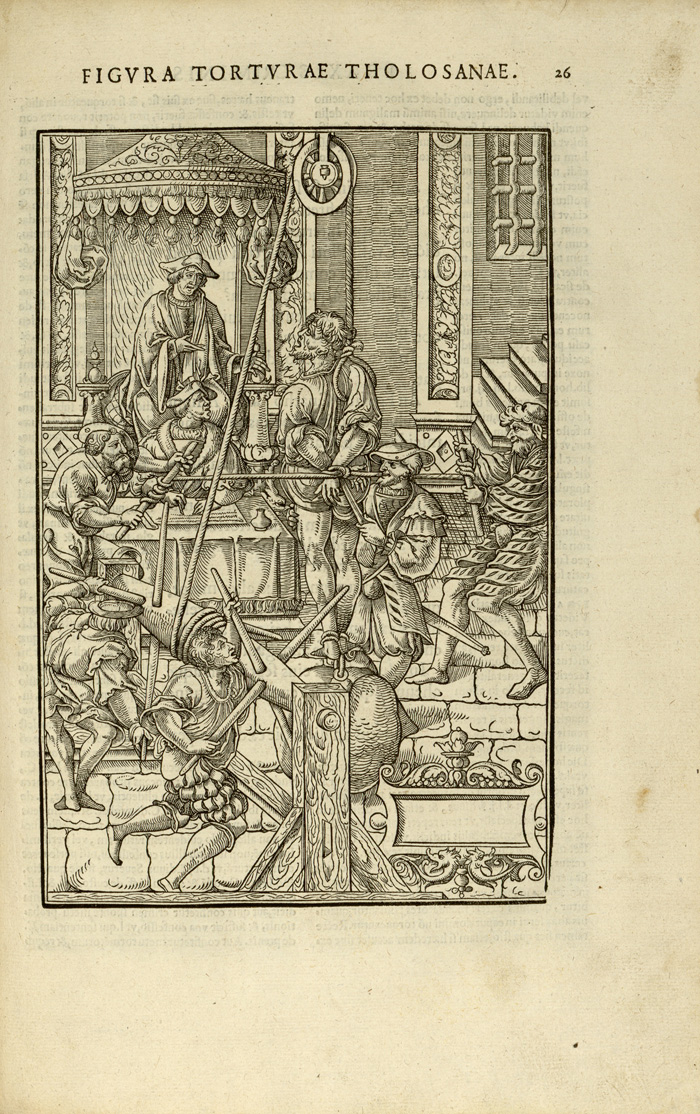
Gravure sur bois de la Praxis criminis persequendi (1541).

- Praxis criminis persequendi, elegantibus aliquot figuris illustrata, Joanne Millaeo Boio Sylvigniaco,... authore..., Paris, apud Arnoldum et Carolum Les Angeliers, 1541, ill.[2] ; traduit en français, présenté et annoté par Arlette Lebigre sous le titre Pratique criminelle, Moulins, Les Marmousets, 1983, 134 p., ill.  (ISBN 2-903886-10-5)

Dans cet ouvrage didactique, Jean de Mille prend l'exemple d'un cas fictif et suit d'une manière très concrète toutes les étapes du crime puis de la procédure criminelle, depuis la préméditation de l'homicide jusqu'au châtiment des coupables et de leurs complices. Pour toutes les phases de l'enquête et du procès, l'auteur indique et commente les textes juridiques qui sont appliqués.
 En raison surtout de la qualité des treize gravures sur bois qui l'illustrent, la première édition (1541) imprimée par Simon de Colines est très recherchée des bibliophiles.
- Style et pratique fondez et adoptez avx ordonnances Royaux et coutumes de France (1543)
- Enchiridion appellationis tum civili, tum capitali judicio introducendæ (1550)